# گیوم فلوران
گیوم فلوران (فرانسوی: Guillaume Florent‎؛ زادهٔ ۱۳ اکتبر ۱۹۷۳) قایقران قایق بادبانی اهل فرانسه است.